# ميدعا
بلدة ميدعا بلدة سورية تابعة لمنطقة مدينة دوما، محافظة ريف دمشق، سوريا، تقع بين ناحيتي عدرا والنشابية جهة الشرق قليلا شمال شرقي تل جريوية، وترتفع 608 م عن سطح البحر.
توجد بالقرب منها بعض الآثار القديمة.
تحيط بها القرى والبلدات التالية: النصيرية - حوش الخياط - حوش الفارة - حوش نصري - الزريقية - البحارية.

## عرض المزيد
قائمة بلدات سوريا

## وصلات خارجية
موقع بلدة ميدعا 